# Liebherr 13 H
| 13 H                      | 13 H                                           |
| 13 H                      | 13 H                                           |
| ------------------------- | ---------------------------------------------- |
| Hersteller:               | Liebherr                                       |
| Max. Tragfähigkeit:       | 1500 kg                                        |
| Max. Hakenhöhe:           | 16,0 m                                         |
| Max. Hubgeschwindigkeit:  | 40 m/Min.                                      |
| Auslegerteilstellung:     | 20°                                            |
| Auslegerausweichstellung: | 160°                                           |
| Abstützbasis:             | 3,4 m × 3,4 m                                  |
| Drehradius:               | 1,85 m                                         |
| Tragfähigkeit:            | 10,4 m = 1500 kg; 20 m = 500 kg; 22 m = 600 kg |
| Antrieb Hubwerk:          | 3,5 kW                                         |
| Antrieb Drehwerk:         | 1,1 kW FU                                      |
| Antrieb Katzfahrwerk:     | 0,6/1,2 kW                                     |

Der 13 H ist der kleinste fahrbare Turmkran der Firmengruppe Liebherr. Er wird hergestellt im Kranwerk der Firma in Pamplona in der autonomen spanischen Region Navarra.

## Beschreibung
Der untendrehende Turmdrehkran 13 H ist der kleinste Schnelleinsatzkran von Liebherr. Über je eine Hydraulikpresse an Turm und Ausleger kann der komplette Kran in kurzer Zeit von einer Person in die Arbeitsposition gebracht. Der Klappturm ist eine dichtgeschweißte Vollwandkonstruktion mit Aufstiegsleiter. Er ruht auf einem stufenlos regulierbaren EDC-Drehturm. Eingerechnet eines Sicherheitsabstandes benötigt der Unterdreher ein im Vergleich zu den obendrehenden Turmdrehkränen einen größeren Aufstellplatz. Der erforderliche Ballast des Krans wird bei den meisten Modellen exzentrisch auf dem Unterwagen angebracht und bewegt sich bei den Turmbewegungen mit. Der Ausleger ist fest mit dem Kranturm verbunden, sodass eine seitliche Bewegung des Auslegers nur über eine Drehung des gesamten Kranturms möglich ist. Die Laufkatze kann entweder mit Geschwindigkeiten von 18 m/min oder 36 m/min gefahren werden.

## Sonstiges
Der Kran kann mit Voll- oder Teilballast auf der Straße mit Hilfe eines Zweiachsanhängers verfahren werden. Serienmäßig ist der Kran mit einem Schaltschrank für die Elektronik ausgestattet. Am Standort Biberach an der Riß werden eintägige Kranschulungskurse angeboten. In den Schulungen können Grund- oder weiterführenden Kenntnisse über die Montage, Demontage des Kranes und die Übergabe in den betriebsbereiten Zustand erworben werden. Im Rahmen der Produktschulung wird dort auch die Durchführung von einschlägigen Wartungs, Reparatur- und Einstellarbeiten erläutert.